# Misal (tipografía)
Grado tipográfico que equivale a unos 20 puntos. Está entre los grados de Parangona (que es menor) y Peticano. Se conoce en algunos catálogos como Parangona Grande.